# Plagodis marginepurpuraria
Plagodis marginepurpuraria là một loài bướm đêm trong họ Geometridae.